# Шумба (деревня)
Шу́мба (фин. Suonpää) — деревня в Форносовском городском поселении Тосненского района Ленинградской области.

## История
На шведской «Генеральной карте провинции Ингерманландии» 1704 года, составленной по материалам 1678 года, обозначена деревня Soonpä.
Деревня Сооная нанесена на «Географическом чертеже Ижорской земли» Адриана Шонбека 1705 года.
Как деревня Шумбино она упомянута на карте Ингерманландии А. Ростовцева 1727 года.
На карте Санкт-Петербургской губернии Я. Ф. Шмидта 1770 года обозначена деревня Сумбры.
На карте Санкт-Петербургской губернии Ф. Ф. Шуберта 1834 года она обозначена как деревня Шумба.

СУМБА — деревня принадлежит Родофиникину, действительному статскому советнику, число жителей по ревизии: 33 м. п., 32 ж. п.

В ней деревянная лютеранская кирка (1838 год)

В пояснительном тексте к этнографической карте Санкт-Петербургской губернии П. И. Кёппена 1849 года она записана как деревня Suonpää (Сумба, Шумба) и указано количество её жителей на 1848 год: эвремейсов — 25 м. п., 27 ж. п., всего 52 человека. В деревне находилась лютеранская церковь.
На карте профессора С. С. Куторги 1852 года она обозначена как деревня Шумба.

СУМБА — деревня госпожи Родофинниковой, по просёлочной дороге, число дворов — 9, число душ — 30 м. п. (1856 год)

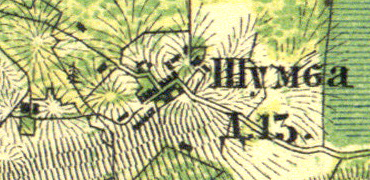
План деревни Шумба. 1860 год

Согласно «Топографической карте частей Санкт-Петербургской и Выборгской губерний» 1860 года деревня Шумба состояла из 13 дворов. Деревня стояла на краю болота называемом Валасу или Вотчинское.

ШУМБА — деревня владельческая при колодцах, число дворов — 11, число жителей: 27 м. п., 29 ж. п. (1862 год)

В конце XIX века деревня административно относилась к Лисинской волости 1-го стана Царскосельского уезда Санкт-Петербургской губернии, в начале XX века — 4-го стана. По приходским данным население деревни было исключительно финским.
К 1913 году количество дворов в деревне Шумба увеличилось до 20. Болото на краю которого располагалась деревня называлось Вотчинское.
С 1917 по 1922 год деревня Шумба входила в состав Рамболовского сельсовета Лисинской волости Детскосельского уезда.
С 1922 года в составе Кайболовского сельсовета.
С 1923 года в составе Троцкого уезда.
С 1924 года в составе Погинского сельсовета.
Согласно данным переписи населения СССР 1926 года в деревне Шумба проживали 137 человек — все финны, за исключением одной русской семьи.
С 1927 года в составе Детскосельского района.
С 1930 года в составе Тосненского района.

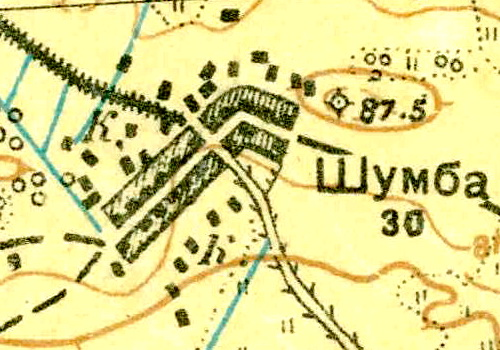
План деревни Шумба. 1931 год

Согласно топографической карте 1931 года деревня насчитывала 30 дворов.
По данным 1933 года деревня Шумба входила в состав Погинского финского национального сельсовета Тосненского района.

План деревни Шумба. 1939 год

Согласно топографической карте 1939 года деревня насчитывала 34 крестьянских двора, в деревне была своя школа.
В 1940 году население деревни Шумба составляло 140 человек.
С 1 сентября 1941 года по 31 декабря 1943 года деревня находилась в оккупации.
С 1965 года в составе Фёдоровского сельсовета. В 1965 году население деревни Шумба составляло 53 человека.
По данным 1966, 1973 и 1990 годов деревня Шумба входила в состав Фёдоровского сельсовета.
В 1997 году в деревне Шумба Фёдоровской волости проживали 10 человек, в 2002 году — 15 человек (русские — 80 %).
В 2007 году в деревне Шумба Форносовского ГП — также 10.

## География
Деревня находится в северо-западной части района на автодороге 41К-861 (Новая — Рамболово), к югу от административного центра поселения — посёлка Форносово.
Расстояние до административного центра поселения — 9,6 км.
Деревня расположена на южной оконечности Мявринского болота.

## Демография
| 1862 | 2007 | 2010 | 2017 |
| ---- | ---- | ---- | ---- |
| 56   | ↘10  | ↘8   | →8   |

## Улицы
Лесная.